# Glyphandra
Glyphandra is een geslacht van vlinders van de familie van de grasmotten (Crambidae), uit de onderfamilie van de Acentropinae. De wetenschappelijke naam en de beschrijving van dit geslacht werden voor het eerst in 1900 gepubliceerd door Ferdinand Karsch.
Dit geslacht is monotypisch, dat wil zeggen dat het maar één soort heeft namelijk Glyphandra biincisalis Karsch, 1900.